# Distretto di Maevatanana
Il distretto di Maevatanana è un distretto del Madagascar situato nella regione di Betsiboka. Ha per capoluogo la città di Maevatanana.
La popolazione del distretto è di 143 077 abitanti (censimento 2011).